# خس‌نشین گلوزرد
خس‌نشین گلوزرد (نام علمی: Sericornis citreogularis) گنجشک‌سانی از سردهٔ خس‌نشین‌هاست که بیشتر در مناطق ساحلی استرالیا یافت می‌شود. در آرایه‌شناسی سیبلی-الکوئیست این گونه در تیرهٔ خال‌سفید جای می‌گیرد.